# Tarifschaltgerät
Das Tarifschaltgerät (TSG), auch Tarifschaltuhr genannt, dient der Fernsteuerung von Verbrauchern im Versorgungsnetz des Energieversorgungsunternehmens im Rahmen der Laststeuerung (demand side management), somit/sowie auch der Umschaltung zwischen Hochpreistarif und Niedrigpreistarif (HT/NT) bei elektromechanischen Stromzählern. Falls kein Doppeltarifzähler vorgesehen ist, wird während der Gültigkeit des HT-Tarifes, durch das Tarifschaltgerät, sowie unter Umständen auch zusätzlich entsprechender Leistungsschütze, der oder die starken Verbraucher abgeschaltet, oder mit den Leistungsschützen gänzlich, galvanisch, vom Netz getrennt. Bei digitalen Stromzählern und Smart Metern ist die Funktion der Tarifumschaltung standardmäßig integriert.
Der Rundsteuerempfänger ist beispielsweise ein solches Tarifschaltgerät für elektromechanische Zähler. Manche Energieversorgungsunternehmen senden jedoch keine Rundsteuersignale (mehr) und verwenden zum Beispiel eine statische Umschaltung mit einer Zeitschaltuhr. Man spricht als Oberbegriff von einem Tarifschaltgerät, da auch andere Techniken als Zeitschaltuhren oder Rundsteuerempfänger, wie zum Beispiel Datenübertragungen mittels Powerline Communication (PLC), Funkrundsteuerempfänger oder Mobilfunk angewendet werden.
Der große Vorteil für den Netzbetreiber bei einer Steuerung des Tarifschaltgerätes über Datenverbindungen besteht in der möglichen Selektion. Einzelne Wärmepumpen, Warmwasserboiler oder Nachtstromspeicherheizungsanlagen können je nach Stromangebot und Lastgang im jeweiligen Netzabschnitt vom EVU ab- oder zugeschaltet werden, was die exakte Steuerung des Stromverbrauchs und auch die Belastung der Übertragungsnetze vereinfacht.
Durch die Zunahme der fluktuierenden Stromerzeugung durch Photovoltaik- und Windkraftanlagen wird voraussichtlich, neben anderen Maßnahmen, der Laststeuerung eine wachsende Bedeutung zuteilwerden.

## Weblink
- Aufbau eines Zählerschrankes mit Tarifschaltgerät (PDF; 84 kB)